# Епархия Коари
Епархия Коари (лат. Dioecesis Coaritana) — епархия Римско-католической церкви c центром в городе Коари, Бразилия. Епархия Коари входит в митрополию Манауса. Кафедральным собором епархии Коари является собор святых Анны и Себастьяна.

## История
13 июля 1963 года Римский папа Павел VI издал буллу «Ad Christi divini», которой учредил территориальную прелатуру Коари, выделив её из архиепархии Манауса.
9 октября 2013 года Римский папа Франциск преобразовал территориальную прелатуру Коари в епархию.

## Ординарии епархии
- епископ Mário Roberto Emmett Anglim (24.04.1964 — † 13.04.1973)
- епископ Gutemberg Freire Régis (21.10.1974 — 28.02.2007)
- епископ Joércio Gonçalves Pereira (28.02.2007 — 22.07.2009)
- епископ Marek Marian Piatek (с 15 июня 2011 года)

## Источник
- Annuario Pontificio, Libreria Editrice Vaticana, Città del Vaticano, 2003, стр. 872, ISBN 88-209-7422-3
- Булла Ad Christi divini  (лат.)